# إنغريد فيندت
إنغريد فيندت (بالإنجليزية: Ingrid Wendt)‏ (1944)؛ كاتِبة وشاعرة أمريكية.